# Razvojno doba
Razvojno doba ili Doba napretka (engl. Progressive Era), naziv je za razdoblje u povijesti Sjedinjenih Američkih Država od 1896. do 1932. godine obilježeno društvenim aktivizmom i političkim reformama koje su uvelike utjecali na američko društvo u prvoj polovini 20. stoljeća. Nositelji društvenih promjena bili su sljedbenici progresivističkog pokreta, sufražetkinje i kršćanski kler i laikat. Glavno obilježje razdoblja svakako je uspon srednjeg, građanskog staleža te društveno i političko djelovanje u isticanju problema industrijalizacije, urbanizacije, useljaništva, centralizacije i političke korupcije. Brojni progresivisti zagovarali su prohibiciju, žensko pravo glasa, taylorizam, osnivanje državnih nadzornih tijela (pr. Uprave za hranu i lijekove) i općenito, antitrustovske politike.